# 지브넨-방엔역
지브넨-방엔역(독일어: Siebnen-Wangen)은 스위스 슈비츠주와 방엔 지자체에 있는 기차역이다. 역은 스위스 연방 철도 소유의 취리히호 좌안 철도 노선에 위치하고 있으며, 이름은 방엔과 인접한 마을 지브넨에서 따왔다. 취리히와 치겔브뤼케 사이의 취리히 S-반 서비스 S2와 취리히와 린탈 사이의 S25에서 중간 정류장이다. 또한, 쥐토스트반은 피크타임에 치겔브뤼케까지 운행하며, 현지 정차한다. 이 서비스는 S27로 지정되지만, 취리히 S-반 네트워크의 일부는 아니다.